# لشکر ۳۰ پیاده‌نظام (لهستان)
لشکر ۳۰ پیاده‌نظام پولشه (لهستانی: 30. Poleska Dywizja Piechoty) یکی از لشکرهای نیروی زمینی لهستان در دوران میان دو جنگ جهانی بود. مقر این لشکر در شهر کوبرین و دیگر شهرهای استان پولشه مانند برست و پینسک قرار داشت. فرماندهان این لشکر عبارت بودند از: سرهنگ میچسواو ماچکویچ (۲۶–۱۹۲۱)، ژنرال استانسیواو تسارو (۲۹–۱۹۲۶)، سرهنگ استانیسواو وژالینسکی (۳۱–۱۹۲۹) و ژنرال امیل کروکویچ-پژادژمیرسکی (۳۸–۱۹۳۱).

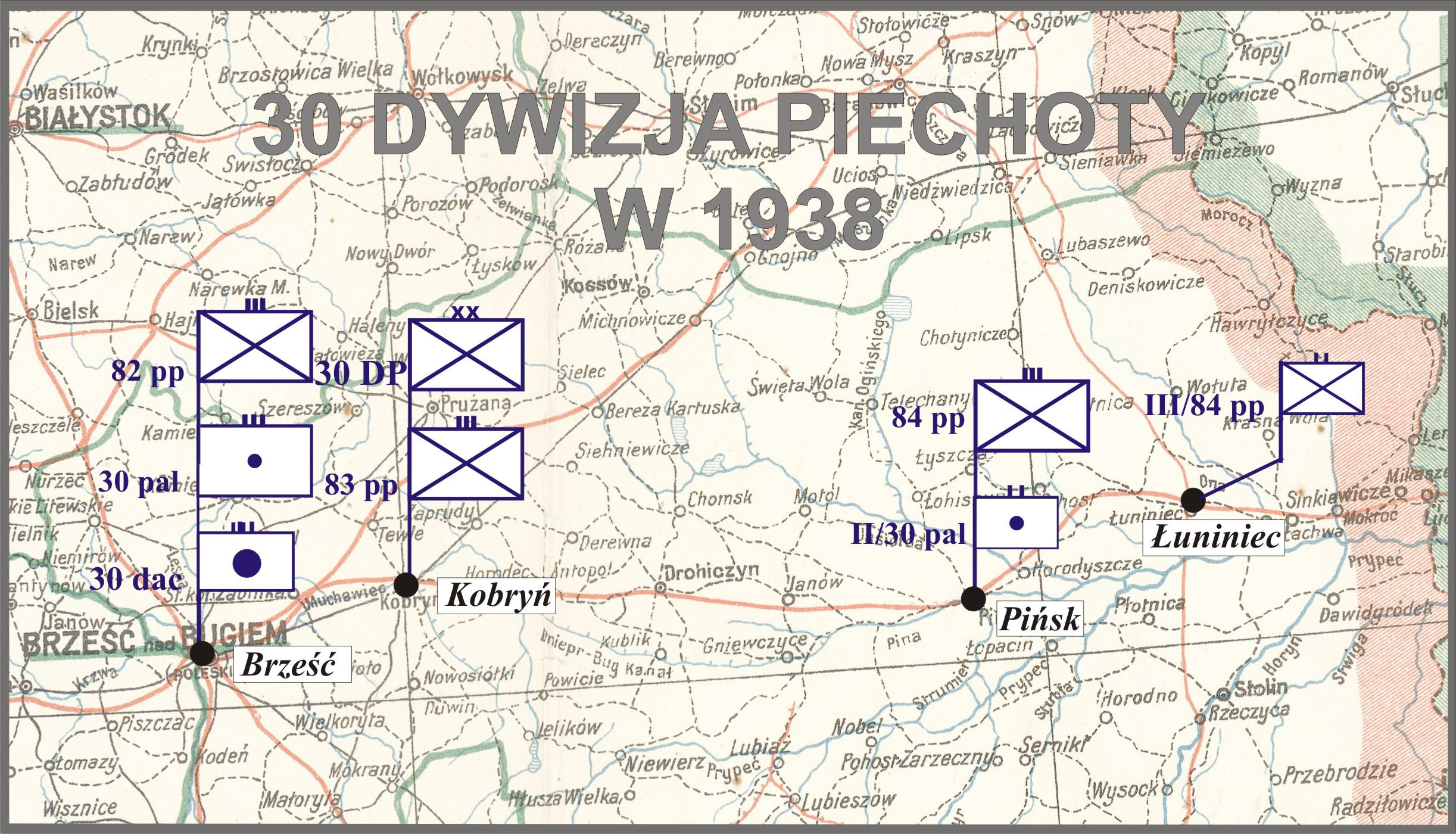
مقرهای لشکر ۳۰ پیاده‌نظام در سال ۱۹۳۸ میلادی

هنگام تهاجم آلمان به لهستان در سال ۱۹۳۹ میلادی این لشکر جزوی از ارتش ووچ بود. این لشکر پیش از آغاز تهاجم آلمان در امتداد رود وارتا و در جنوب‌غربی پیوترکوف تربونالسکی مستقر شد. اندکی پیش از آغاز جنگ لشکر ۳۰ با یک گروهان تانک و دو قطار زرهی تقویت شد.
دو لشکر ورماخت در ۲ سپتامبر خطوط دفاعی لهستانی‌ها را شکستند و جنگ شهری سختی در جاووشن درگرفت. با شدت گرفتن حمله آلمانی‌ها نیروهای لهستانی در همان روز مجبور به عقب‌نشینی تا رود ویداوکا شدند. طی روزهای ۴ و ۵ سپتامبر لشکر ۳۰ پیاده‌نظام حمله‌های آلمانی‌ها در نزدیکی شچرتسوو را پس زد اما به دلیل خطر قرار گرفتن در محاصره آلمانی‌ها تا سوپیا عقب نشست. در ۱۰ سپتامبر به لشکر ۳۰ دستور داده شد تا به ورشو عقب بکشد اما این امر محقق نشد و لشکر به دژ مودلین رفت که در آنجا تا تسلیم لهستان در ۲۹ سپتامبر مقاومت کرد.